# KANCOS HOLIC
『KANCOS HOLIC』（カンコスホリック）は、2018年8月20日からAbemaTVで配信されている通販バラエティ番組である。番組開始時はAbemaTV・K WORLD。10月からはAbemaSPECIAL2チャンネルで配信。

## 内容
“オルチャンメイク”という言葉が流行になるほど人気の韓国コスメ。しかしどこで手に入るのか？　使い方は？　安っぽくない？　本当に肌に使って大丈夫？　と購入まで手が伸びにくいのも現実。そこで韓国コスメ専門のライブ通販、およびその検証を主とする番組および通販サイトをネットコマース企業LIVESTA.が立ち上げ、ライブ通販番組をグループ企業であるAbemaTVで開始する。
スタジオで実際に試しながら商品の良さも悪さも包み隠さず伝えていき、番組で紹介したコスメは、配信画面から購入することができる。取り扱う商品は日本初上陸アイテムを念頭に置いていたが、視聴者の声からすでに話題のベストセラー商品も取り扱っている。番組が謳うジャンルは「日本初の韓国コスメ専門番組」、「検証型通販番組」。
10月1日のチャンネル移動に伴いMCが村上純から井上裕介に交代。専門用語がわからない人にも商品を伝えるため、美容知識ゼロのMCを起用している。
2019年3月11日配信分で一時休止が発表された。充電期間中の同年4月19日から5月21日までラゾーナ川崎プラザにてポップアップストアをオープンする。

## 出演者

### レギュラー
- 井上裕介（NON STYLE）2018年10月1日 -
- 江野沢愛美
- AKI（ナビゲーター）[6]

### ゲスト
- 女性ゲスト1名
  - 梅村妃奈（SILENT SIREN）※準レギュラーゲスト
- レコメンダー2名

### 過去の出演者
- 村上純（しずる）2018年8月 - 9月24日までMC
- 福田麻貴（3時のヒロイン）2018年11月26日配信分でナビゲーター

## スタッフ
- 制作協力、運営統括：LIVESTA.
- 制作著作：AbemaTV

## KANCOS teens!!
2019年1月20日からAbemaSPECIALチャンネルで配信されたスピンオフ番組。江野沢愛美をMCに美容にこだわらず韓国のティーンズトレンドを話題にするトーク番組である。シャトーアメーバ第1スタジオから生配信し、第1回は日曜22:30から23:00。第2回、第3回は土曜23:45から00:00まで配信。第4回は土曜23:49から00:00まで配信。

### ゲスト
- 中野恵那（2019年1月20日、ゲスト）
- 高井香子（韓国トレンドライター、2019年1月26日、2月2日、ゲスト）